# Tom Corbett
Thomas Wingett (Tom) Corbett, Jr. (Philadelphia (Pennsylvania), 17 juni 1949) is een Amerikaans politicus van de Republikeinse Partij. Hij was de gouverneur van Pennsylvania van 2011 tot 2015.